# کوبه‌والا
کوبه‌والا (به لاتین: Kobbewala) یک منطقهٔ مسکونی در سری‌لانکا است که در استان مرکزی (سری‌لانکا) واقع شده‌است.